# Trichoscypha oliveri
Trichoscypha oliveri är en sumakväxtart som beskrevs av Adolf Engler. Trichoscypha oliveri ingår i släktet Trichoscypha och familjen sumakväxter. Inga underarter finns listade i Catalogue of Life.